# 柏舉
柏举，中国古地名，位于湖北省麻城市境内。
春秋后期公元前506年，吴楚曾在此地进行一场重大战役--柏举之战，此后吴国逐渐崛起，为称霸中原奠定了基础。